# Göran Färm
Göran Färm, född 17 oktober 1949 i Stockholm, är en svensk socialdemokratisk före detta politiker, med engagemang i bland annat EU-politik. Han har deltagit i flera statliga utredningar och skrivit en rad politiska böcker. 

## Politik och engagemang 1970-1990
Göran Färm är journalist till yrket och har bland annat varit redaktör för SSU:s tidning Frihet 1973–1976. Färm var chef för reklambyrån ARE Idé 2 (S-valkampanjer, samhällsinfo) 1976–1979 och arbetade på LO 1979–1986, bland annat som talskrivare och chef för näringspolitiska enheten. Färm var 1986-87 tf chefredaktör för Örebro-Kuriren. Färm har också varit ledarskribent och krönikör i Västerbottens Folkblad, LO-tidningen, Folkbladet Östgöten, Aktuellt i Politiken, Corren, Dagens Arena och 2018-2023 i Norrköpings Tidningar. Färm var vice ordförande i Ungdomsorganisationernas landsråd SUL 1977-81 och under den tiden även ledamot av SIDA:s flyktingberedning.  

## Efter 1990: kommunalråd och EU-uppdrag mm
Färm var kommunalråd (S) i Norrköping 1994–1999 och ledamot av kommunfullmäktige 1994–2010. Han blev Europaparlamentariker 1999–2004 och var då bland annat huvudrapportör för EU:s budget 2003. Efter några år som konsult i Rådhusgruppen och egna bolaget IKAGEMA AB samt som rådgivare åt EU-kommissionären Margot Wallström, kom Färm tillbaka till Europaparlamentet 2007–2014. Han blev 2009 socialdemokratisk gruppledare (koordinator) i budgetutskottet och 2012 vice ordförande i den socialdemokratiska parlamentsgruppen S&D, med ansvar för budget- och budgetkontrollfrågor, sammanhållningspolitik, jordbruks- och fiskeripolitik. Färm ingick 2012–2013 i Europaparlamentets förhandlingsdelegation om EU:s långtidsbudget. Våren 2014 ledde Färm Europaparlamentets valövervakningsdelegation i Ukraina.
Göran Färm har bland annat varit vice ordförande i International Union of Socialist Youth, styrelseledamot i Arbetsmarknadsstyrelsen och Statens Industriverk, ordförande för Socialdemokraterna i Norrköping, ledamot av flera statliga utredningar, ledamot av Länsstyrelsen i Östergötlands län och regionförbundet Östsam, ledamot av EU:s regionkommitté 1995-1999 samt styrelseledamot i Socialdemokraternas ja-kampanj inför folkomröstningen om EMU 2003. 
2014-2023 var Färm återigen ledamot av kommunfullmäktige i Norrköping. Färm var ordförande i Norrköping Airport AB 2015-17. Färm var 2015-2023 ordförande i Kommuninvest ekonomisk förening och var 2017-2020 ordförande i brittisk-svenska gruvprospekteringsbolaget Beowulf Mining plc.   

## Familj
Göran Färm är son till den socialdemokratiske glasbruksarbetaren, fackföreningsmannen, chefredaktören och politikern Hilding Färm (1914–1983) och hans hustru Elly (1918-2015).  Han är gift med Mary-Ann Ekström (född 1950), brevbärare och f d ombudsman i SSU, Statsanställdas Förbund och PRO. De har två barn.